# 寺西晃
寺西 晃（てらにし あきら 1964年 - ）は、大阪市大正区生まれ。大阪市港区在住の日本のイラストレーター。
挿絵画家の集まりである七人の筆侍の1人として活動し、広告デザインや挿絵を提供している。挿絵を提供した作品の中では、早川いくをや笹本稜平の著作が目立っている。

## 挿絵を提供した作品

### 早川いくを作品
- 『へんないきもの』（バジリコ、2004年）ISBN 4-901784-50-1
- 『またまたへんないきもの』（バジリコ、2005年）ISBN 978-4901784771
- 『へんないきもの三千里』（バジリコ、2007年）ISBN 978-4862380753
- 『取るに足らない事件』（バジリコ、2008年）ISBN 978-4-86238-089-0
- 『続 取るに足らない事件』（バジリコ、2008年）ISBN 978-4862381156
- 『カッコいいほとけ』（幻冬舎、2011年）ISBN 978-4-344-02053-5

### 笹本稜平作品
- 『マングースの尻尾』（『問題小説』2004年4月号にて掲載）
- 『極点飛行』（『小説宝石』2004年10月号 - 2005年6月号にて連載）
- 『戸崎vsマングース』（『問題小説』2005年5月号 - 2006年1月号にて連載）
- 『越境捜査』（『小説推理』2006年2月号 - 2007年3月号にて連載）
- 『還るべき場所』（『別冊文藝春秋』 2006年11月号 - 2008年3月号にて連載）
- 『サハラ』（『問題小説』 2006年12月号 - 2008年4月号にて連載）